# 橋南老街

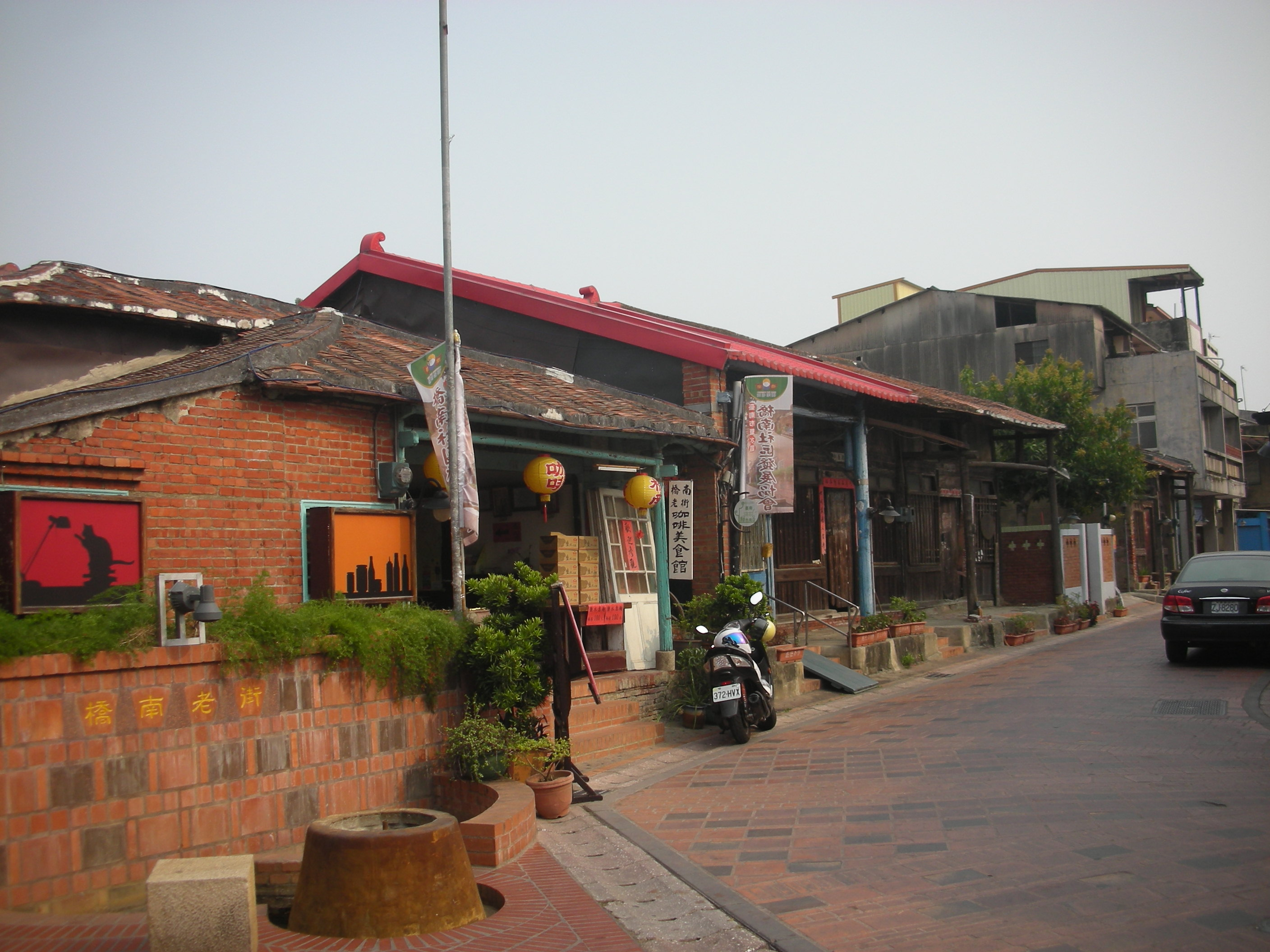
橋南老街

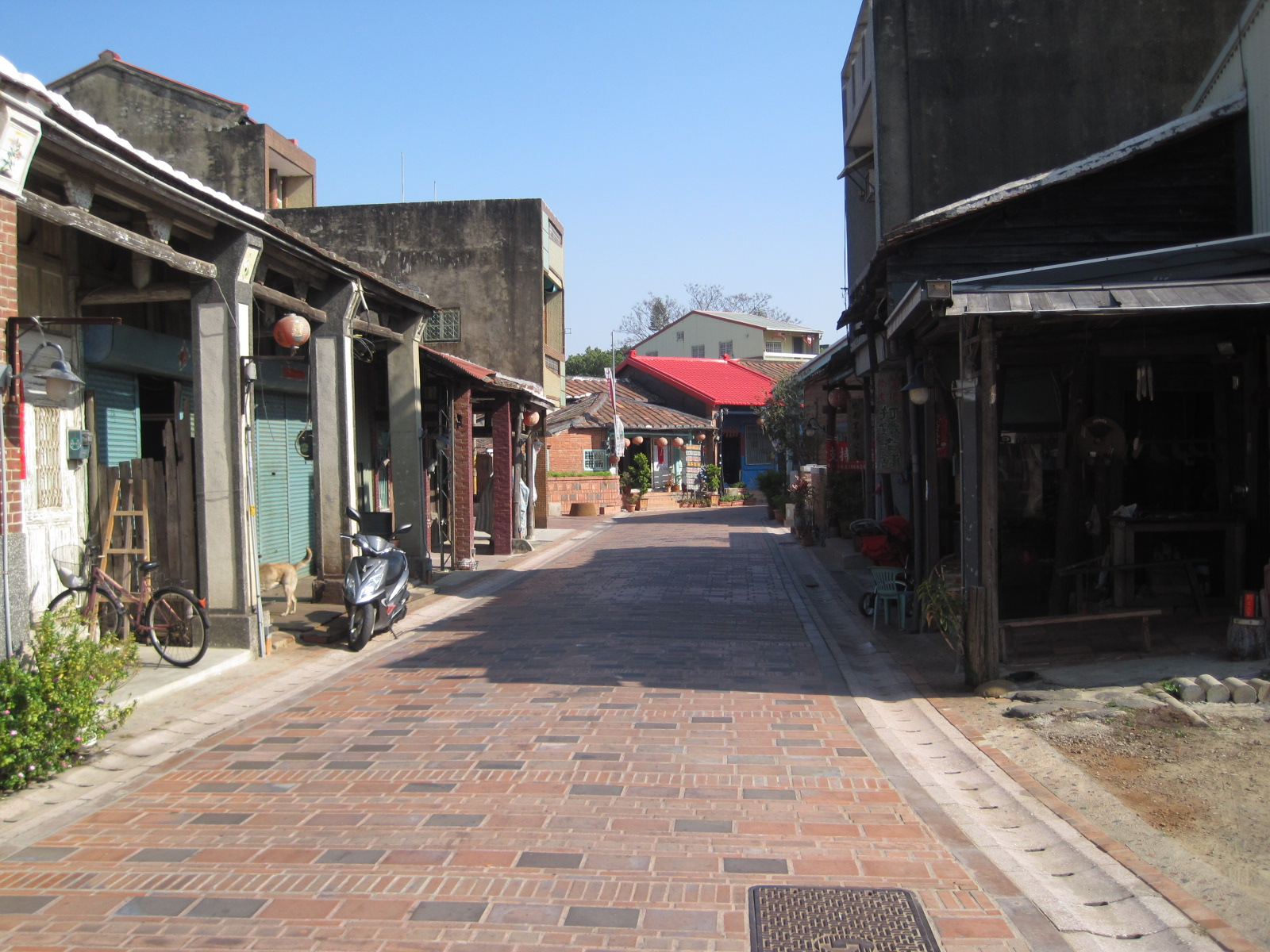
橋南老街

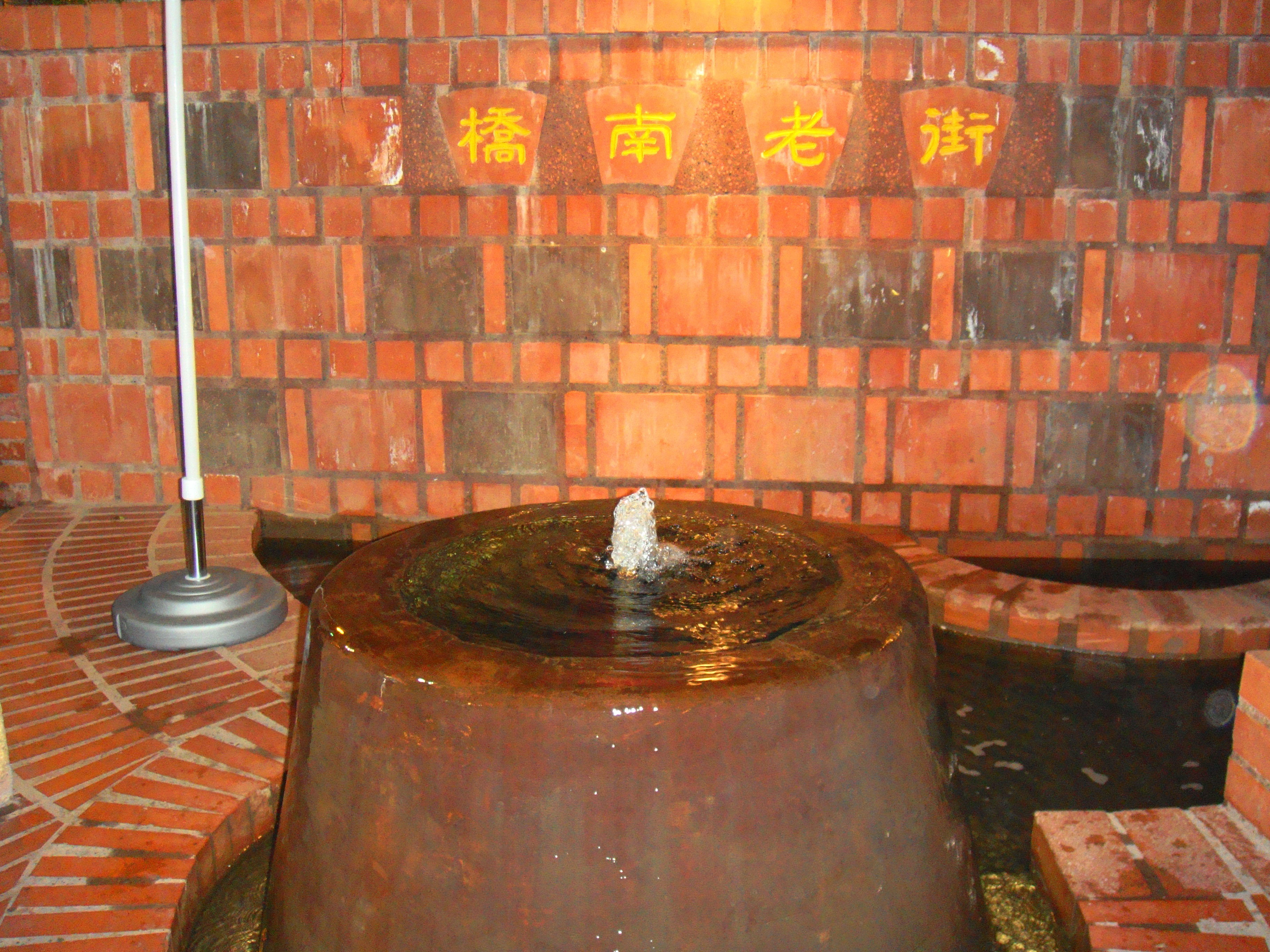
橋南老街噴水池

橋南老街位於臺灣臺南市鹽水區，因位於興隆橋之南而得名。橋南老街為清光緒初年建造，因臨近鹽水舊港而繁盛一時，當時為鹽水通往南部鄉鎮的交通要道、店鋪行郊林立。後期隨著鹽水港的沒落，橋南老街逐漸轉為住宅區，但早期的商業街的特色建築仍留存至今，現為鹽水的觀光景點之一。
主要信仰中心為鹽水護庇宮。

## 特色建築與商家
- 李家古厝
- 泉利打鐵舖
- 橋南美食咖啡：由當地的月津文史工作室於老屋所成立的再生空間。

## 周邊景點
- 鹽水護庇宮
- 鹽水八角樓
- 鹽水武廟
- 鹽水點心城
- 永成戲院

## 外部連結
- 鹽水橋南老街 - 台南觀光(官網)-景點介紹
- 鹽水漫遊網 - 橋南老街 （页面存档备份，存于）